# Нікончук Андрій Валерійович
Андрі́й Вале́рійович Нікончу́к (27 вересня 1992, м. Володимир, Україна — 24 лютого 2022, Київська ГЕС, Україна) — солдат Збройних сил України, учасник російсько-української війни.

## Життєпис
Андрій Нікончук народився 27 вересня 1992 року в місті Володимирі, нині Володимирської громади Володимирського району Волинської області України.
Загинув 24 лютого 2022 року в складі зенітно-ракетного підрозділу, який захищав Київську ГЕС від нальотів російської авіації та ракетних ударів, коли одна з крилатих ракет Збройних сил Російської Федерації, випущена з території Республіки Білорусь, вибухнула на позиції зенітників.
Залишилися бабуся і брат.
Похований 7 березня 2022 року на Федорівському кладовищі в місті Володимирі.

## Нагороди
- звання Герой України з удостоєнням ордена «Золота Зірка» (2022, посмертно) — за особисту мужність і героїзм, виявлені у захисті державного суверенітету та територіальної цілісності України, вірність військовій присязі.